# Кузанс
Кузанс (фр. Cousance) насеље је и општина у источној Француској у региону Франш-Конте, у департману Јура која припада префектури Лон ле Соније.
По подацима из 2011. године у општини је живело 1237 становника, а густина насељености је износила 193,58 становника/km². Општина се простире на површини од 6,39 km². Налази се на средњој надморској висини од 240 метара (максималној 330 m, а минималној 196 m).

## Демографија
| 1962. | 1968. | 1975. | 1982. | 1990. | 1999. | 2011. |
| ----- | ----- | ----- | ----- | ----- | ----- | ----- |
| 1.205 | 1.310 | 1.308 | 1.381 | 1.274 | 1.297 | 1.237 |

График промене броја становника у току последњих година